# 静岡市立松野小学校
静岡市立松野小学校（しずおかしりつ まつのしょうがっこう）は、静岡県静岡市葵区松野にある公立小学校。

## 沿革
- 1874年（明治7年）4月 - 「英明舎」として安倍郡松野村松源寺を借宅として発足[1]。
- 1886年（明治19年）8月 -　小学校組織改正につき「安渓学校」として合併し、その分教となる[1]。
- 1891年（明治25年）6月25日 - 勅命により「安倍郡美和村立松野尋常小学校」となる[1]。
- 1893年（明治27年）4月8日 - 現在地に移転。
- 1900年（明治34年）9月7日 - 「美和村立松野尋常高等小学校」となる。
- 1908年（明治41年）11月1日 - 「美和第一尋高等小学校」と改称。
- 1941年（昭和16年）4月1日 - 国民学校令施行により、「美和村立第一国民学校」に改名。
- 1947年（昭和22年）4月1日 - 「美和村立美和第一小学校」と改称。
- 1955年（昭和30年）6月1日 - 静岡市へ併合により、「静岡市立松野小学校」となる。
- 1971年（昭和46年）9月3日 - 校歌を制定。
- 1974年（昭和49年）9月29日 - 開校100年祭を行う。

## 通学区域
葵区
- 松野
- 津渡野
- 油山

## アクセス
- しずてつジャストライン安倍線 ｢松野小学校前｣停留所から、徒歩3分